# Francina Díaz Mestre
Francina Díaz Mestre és una maniquí i model publicitària famosa en les dècades de 1960 i 1970, i posteriorment empresària en l'àmbit de la formació i representació de models.
Francina neix a Albi (Llenguadoc) i als nou mesos arriba a Barcelona, la seva ciutat per convicció. Als 16 anys, una clienta de la seva mare, modista de professió, li fa adonar-se que pot aprofitar la seva bellesa per treballar en el món de la moda. S'inicia treballant de maniquí amb el prestigiós creador Pedro Rodríguez. Als 18 anys accedeix als tallers d'alta costura Santa Eulàlia de Barcelona, on treballa durant quatre anys com maniquí professional. Als 20 anys s'instal·la a París prestant la seva imatge a la firma Lanvin durant un any. Fou escollida per la Càmara de la Moda (entitat que vetllava pels interessos industrials i creadors d'Espanya) per representar-la a països com Japó, Bèlgica i França. Més tard entrà en el món de la publicitat com a freelance.
Marçal Moliner la va descobrir com a model publicitària. La imatge de Francina va arribar a totes les llars d'Espanya en campanyes i spots publicitaris en televisió i revistes de moda. Treballà amb experts publicitaris com Leopold Pomés, Estudis Moro, Tessi, Xavier Miserachs, Gianni Ruggiero i Toni Bernad. Realitzà campanyes per Risk d'Andrés Sardá i spots com La Lechera, Gallina Blanca, Camises IKE, Tergal, Henkel, Playtex, Loewe, etc. El 1976 Francina finalitza la seva carrera activa com a model i es trasllada a Itàlia.
De tornada a Barcelona, el 1982 Francina crea la seva agència Francina Internacional Modeling Agency i decideix transmetre la seva experiència professional a futures models del país creant l'escola Francina New Modeling School, que forma models com Judit Mascó, Mar Saura, Marta Español, Tammy, Estel, Monica Van Campen o Carla Collado. L'any 2004 l'escola s'integrà a l'agència, formant únicament a les models representades per l'agència.
El 1997 Francina decideix crear Options by Francina Models Agency i actualment realitza tasques de gestió i representació de models a les seves dues agències, Francina i Options.

## Premis i distincions
L'any 2005 Francina rep el reconeixement a una vida dedicada al món de la moda en l'Edició dels Premis Abanico atorgats per AME (Associació d'Agències de Models d'España) essent guardonada com a Millor Model Espanyola dels anys 70.